# خوروگوچی
خوروگوچی (به لاتین: Khorogochi) یک منطقهٔ مسکونی در روسیه است که در استان آمور واقع شده‌است.